# 哈維爾·佩雷斯 (跆拳道運動員)
哈維爾·佩雷斯·波羅（Javier Pérez Polo，1996年10月11日—）是西班牙跆拳道運動員。他曾經獲得2019年世界跆拳道錦標賽男子68公斤級銀牌。

## 外部連結
- TaekwondoData.com（页面存档备份，存于）